# Paderborn Baskets
Le Paderborn Baskets, est un club allemand de basket-ball issu de la ville de Paderborn. Le club appartient à la Basketball-Bundesliga soit le plus haut niveau du championnat allemand.

## Joueurs célèbres ou marquants
- Louis Campbell
- Terence Dials
- Teddy Gipson
- Alhaji Mohammed